# Grabričina
Grabričina is een plaats in de gemeente Velika Ludina in de Kroatische provincie Sisak-Moslavina. De plaats telt 41 inwoners (2001).